# A43高速公路 (葡萄牙)

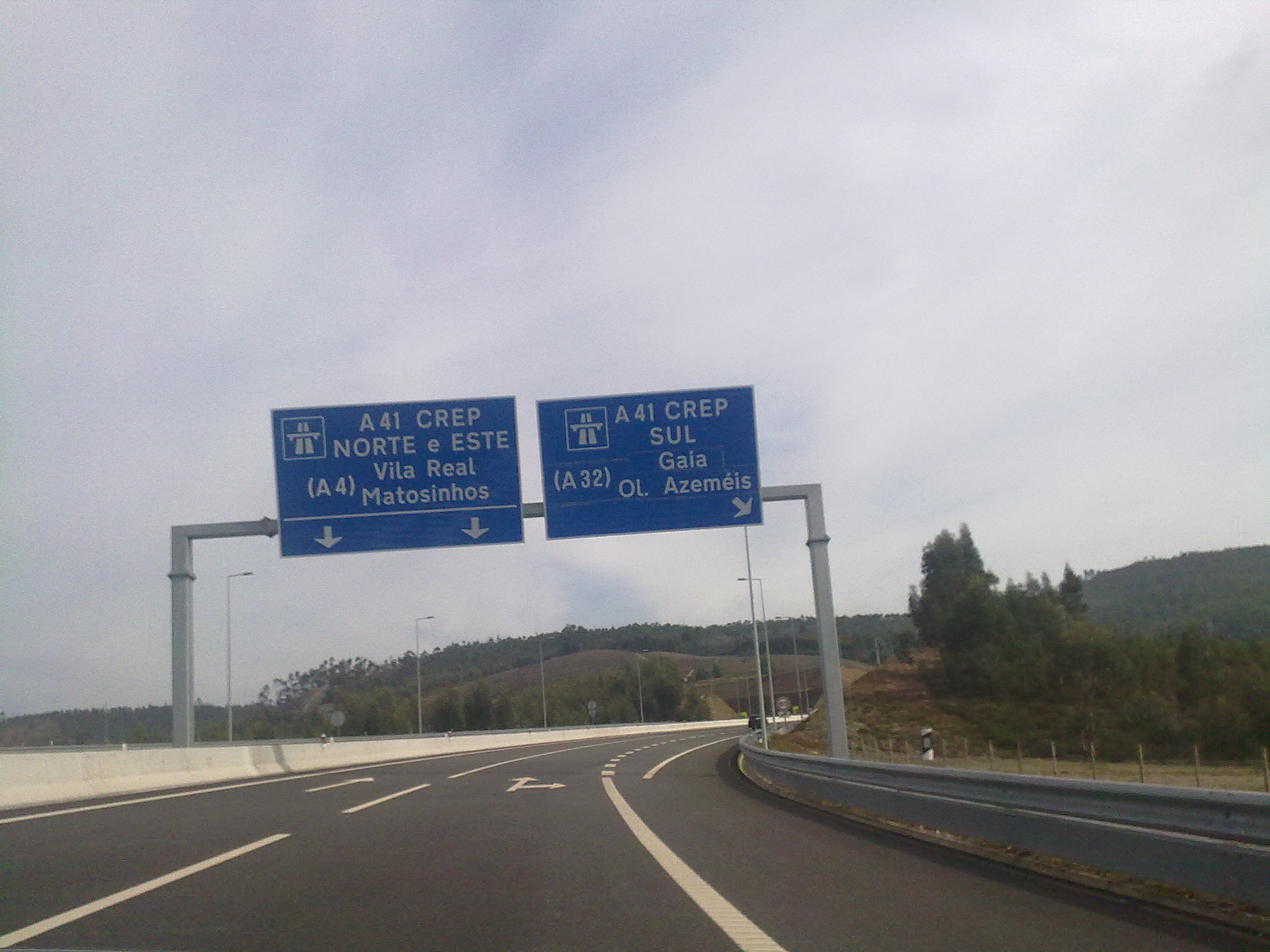
与A41公路的交汇点

A43高速公路（葡萄牙語：A43），是葡萄牙波爾圖區一條高速公路。呈西北—東南走向，西起波爾圖市區，東至阿吉亞爾-德蘇薩。全長15.9公里。
全線四線行車。有八處交流道、一個正興建的服務區。2011年4月1日全面通車。